# جونبك هيونداي موتورز
نادي جونبك هيونداي موتورز (بالكورية:전북 현대 모터스 축구클럽) هو نادي كرة قدم من كوريا الجنوبية، فاز بدوري أبطال آسيا مرتين عام 2006 على حساب الكرامة السوري وعام 2016 على حساب العين الإماراتي
، كما مثل القارة الآسيوية في كأس العالم للأندية 2006 التي أقيمت في اليابان.

## الإنجازات

### محلياً
- الدوري الكوري الجنوبي (كيه ليغ كلاسيك)

البطل (9): 2009، 2011، 2014، 2015، 2017، 2018، 2019، 2020، 2021
الوصيف (2): 2012، 2016
- كأس الاتحاد الكوري الجنوبي

البطل (4): 2000، 2003، 2005، 2020
الوصيف (2): 1999، 2013
- كأس الدوري الكوري الجنوبي

الوصيف (1): 2010
- كأس السوبر الكوري الجنوبي

البطل (1): 2004
الوصيف (2): 2001، 2006

### آسيوياً
- دوري أبطال آسيا

البطل (2): 2006، 2016
الوصيف (1): 2011
- كأس الكؤوس الآسيوية

الوصيف (1): 2002